# 王驥德
王驥德（？—1623年），字伯良，一字伯骏，号方诸生，会稽（今浙江绍兴）人，明代戏曲家。

## 生平
生年不詳。王守仁之侄。王骥德自幼嗜歌樂，精研詞曲，早年師從徐渭，與沈璟、吕天成、王澹翁有往來。萬曆三十六年（1608年）春，離開北京南返，抱病撰寫《曲律》，十餘年乃成。天啟三年（1623年）卒。骥德作有杂剧《男後記》、《離魂記》、《救友記》、《雙甄記》及《扭魂記》5种，今存《男王后》，「传奇戏曲」4种，今存《题红记》。又作《曲律》四卷。生前有《方諸館集》行世，已佚。